# Concerto pour piano de Copland
Pour les articles homonymes, voir Concerto pour piano (homonymie).
Le Concerto pour piano d'Aaron Copland fut écrit par ce dernier en 1926.
Sa composition est postérieure de seulement un an du Concerto en fa de George Gershwin mais Copland a toujours nié l'influence de ce dernier dans la genèse de sa partition, même si l'influence du jazz est très perceptible dans ces deux œuvres. Le compositeur venait juste de rentrer aux États-Unis d'un séjour de plusieurs années à Paris où il bénéficiait de l'enseignement de Nadia Boulanger et désirait rompre avec l'influence du « vieux monde ». Il s'agit d'une commande de Serge Koussevitzky et de l'orchestre symphonique de Boston qui créèrent l'œuvre le 28 janvier 1927 avec le compositeur au piano. La réception en a été très critique. Copland ne revint plus, par la suite, au genre Jazz symphonique.
Il se compose de deux mouvements et son exécution demande un peu plus d'un quart d'heure.
- Andante sostenuto
- Molto moderato, Allegro assai